# هرچگان
هرچگان روستایی از توابع شهرستان شهرکرد در استان چهارمحال و بختیاری است در ۱۸ کیلومتری شمال‌غرب شهرکرد و ۶ کیلومتری جاده نافچ-بن واقع شده است و همسایه شهرهای بن، وردنجان، تومانک و روستاهای تومانک، کاکلک، مرغملک و بارده است. 

## شغل
شغل مردم اين روستا کشاورزی و دامپروری بوده و قالي بافی از صنايع دستي اين روستا مي باشد. و يکي از مشکلات اين روستا بن بست بودن روستا می‌باشد اکثر مردم اين روستا به شهرهاي شهرکرد، اصفهان و خوزستان مهاجرت کرده اند.

## مردم شناسی
به علت حمله مغول‌ها اين مکان محل جمع شدن جمعي از ثروتمندان از قوميت‌هاي مختلف بوده که بعدها محل اسکان آن‌ها به هرچگان که به معني هزار چشمه يا چشمه‌ها تغيير پيدا کرده‌است.

## وجه تسمیه
نام ابتدايی روستای هرچگان , قزلجه ( قزل در زبان ترکی به معنای طلا می‌باشد ) که به علت حمله مغول‌ها اين مکان محل جمع شدن جمعی از ثروتمندان از قوميت‌های مختلف بوده که بعدها محل اسکان آن‌ها به هرچگان که به معنی هزار چشمه يا چشمه‌ها تغيير پيدا کرده‌است.

## موقعیت جغرافیایی
این روستا در ۱۸ کیلومتری شمال غرب شهرکرد و ۶ کیلومتری راه نافچ به بن واقع می‌باشنددر همسایگی آن شهرهای بن، وردنجان، نافج، و روستاهای تومانک، کاکلک، مرغملک و بارده واقع می‌باشند.

## نگارخانه

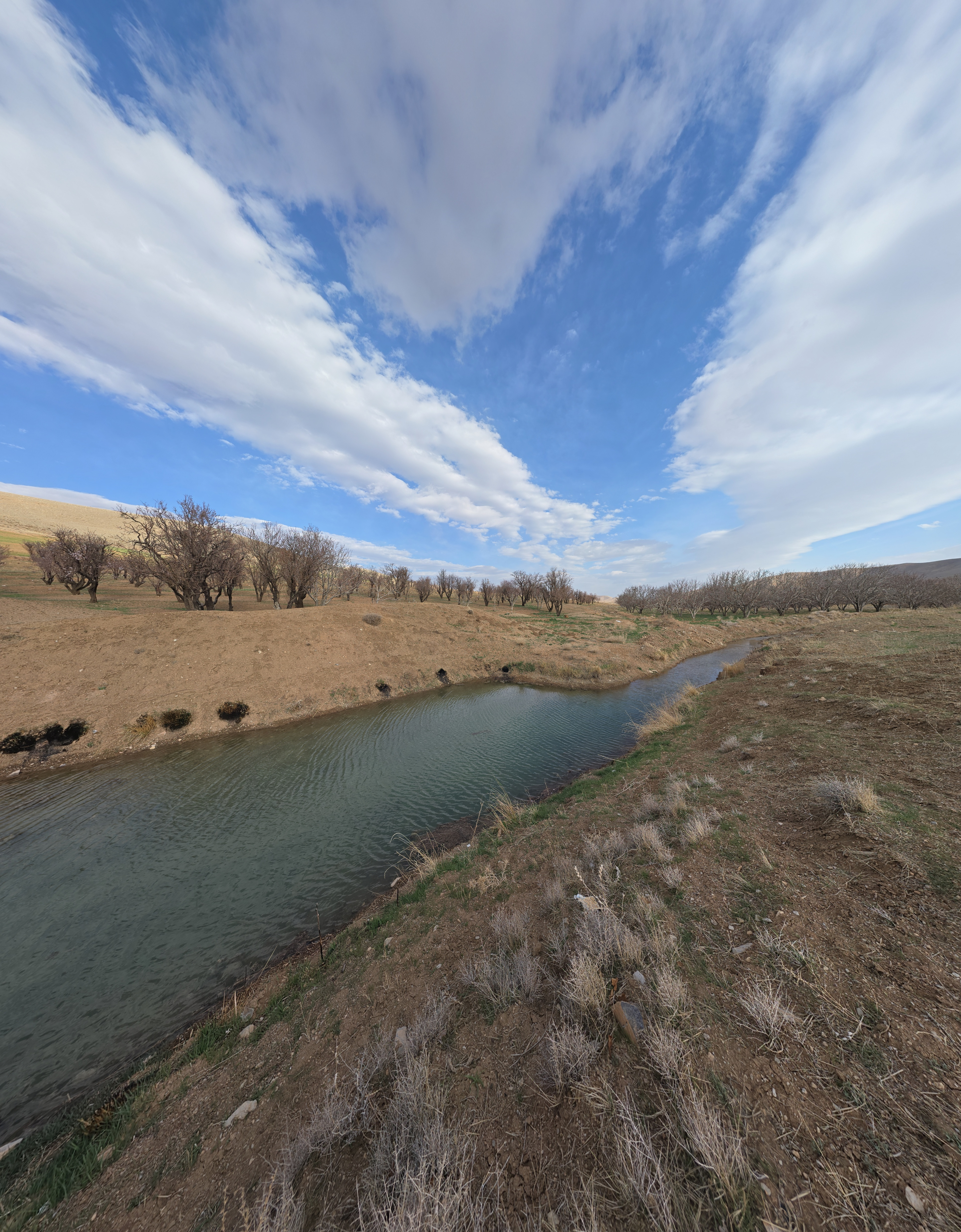

پاییز هرچگان (آذر ماه ۱۳۹۰):

بهار هرچگان (نوروز ۱۳۹۶):

گرداب هرچگان (نوروز ۱۴۰۴):